# Schleißheim
Schleißheim är en ort och kommun i Österrike. Den ligger i distriktet Wels-Land i förbundslandet Oberösterreich,  170 kilometer väster om huvudstaden Wien. 
Kommunen består av tre orter (Ortschaften) (inom parentes invånarantal 1 januari 2024):
- Blindenmarkt (114)
- Dietach (317)
- Schleißheim (1 010)